# Коваль Юрій Григорович
Ю́рій Григо́рович Ко́валь (* 29 квітня 1958, Діліжан, Вірменська РСР) — український футбольний тренер.

## Кар'єра
Виріс в Кіровограді, де жив біля стадіону. Отримавши під час гри дуже важку травму, майже рік перебував в гіпсі, переніс чотири операції, що привело до передчасного завершення кар'єри футболіста.
Перейшов на роботу в кіровоградський обласний спорткомітет, де відповідав зокрема і за футбол. Паралельно тренував заводську команду, яка грала в Кубку області.
Пізніше перебрався в Олександрію, де з 22-річного віку 10 років пропрацював тренером в ДЮСШ. Заводська команда «Поліграфтехніка», сформована 1990 року з колишніх випускників ДЮСШ, пройшла від першості міста до всесоюзної другої ліги. Після розвалу СРСР «Поліграфтехніка» отримала місце в першій лізі українського незалежного чемпіонату. Далі працював в Кривому Розі, Сєвєродонецьку, Кременчуці та Кіровограді (нині — Кропивницькому). З кіровоградською «Зіркою» досяг першого великого успіху — перемоги у турнірі першої ліги в сезоні 2002/03. Наступну перемогу у турнірі першої ліги в сезоні 2005/06 здобув уже з луганською «Зорею».
Після нетривалої паузи Юрій Григорович тренував тернопільську «Ниву» та «Олександрію», а після відставки в Олександрії в середині вересня 2009 року йому надійшла пропозиція знову очолити луганську «Зорю». Коваль погодився і повернувся до Луганська, очоливши «Зорю» перед матчем із київським «Динамо». Був біля керма команди працював до кінця року.
З початку 2010 року обіймав посаду спортивного директора ФК «Зоря». Після відставки Анатолія Чанцева в кінці листопада 2011 року став помічником виконувача обов'язків головного тренера Юрія Вернидуба. 2017 року знову став спортивним директором і керівником юнацького департаменту клубу.
11 листопада 2023 року після звільнення головного тренера Валерія Кривенцова, Коваль був призначений в. о. головного тренера. За підсумками сезону 2023/24 посів з командою 10 місце, а на початку наступного сезону, у серпні 2024 року покинув посаду після поразки 0:3 від львівського «Руху», набравши 6 очок у 4 матчах чемпіонату, зосередившись на роботі спортивного директора клубу.

## Досягнення
- Переможець першої ліги чемпіонату України 2002/03, 2005/06.